# E89
La ruta europea E89 és una carretera que forma part de la Xarxa de carreteres europees. Comença a Gerede (Turquia) i finalitza a Ankara (Turquia). Té una longitud de 147 km. Té una orientació de nord a sud i passa per les ciutats de Gerede, Kızılcahamam, i Ankara.